# Малато
Малато (курд. Meleto, Mereto, Маратук, арм. Մարաթուկ, Марута, Մարութա, Марута Сар, Մարութա Լեռ, Марата, Маратан) — гора в Турции, в середине горного массива Восточный Тавр на юге Армянского нагорья, к востоку от города Сасон в иле Батман, к западу от села Мейдан в районе Мутки в иле Битлис. Вершина хребта Сасон. Высота 2967 метров над уровнем моря. Высочайшая вершина в исторической местности Сасуне.
По армянской легенде, гора Масис и гора Арагац были любящими сёстрами. Но однажды Масис поссорилась со своей сестрой Арагац. Помирить сестёр пыталась гора Марута, однако её попытки не увенчались успехом. После чего последняя наложила проклятие на сестёр, согласно ему Масис и Арагац должны были разлучиться навек и никогда больше друг друга не видеть.
В средневековом эпосе «Давид Сасунский» в ветви Давида Дзенов Овнан (Овнан, Оган), опекун Давида, по его воле строит храм Сурб Аствацацин (Пресвятой Богородицы) на горе Маратук, в Хуйте, владении Овнана, на могиле Мгера Старшего, отца Давида. Затем следует эпизод нападения на монастырь Кузбадина в сопровождении 500 всадников, посланного правителем соседней страны Мсыр (Египет) Мсра Меликом, истребления монахов, ограбления и разрушения монастыря. Давид отомстил, истребив грабителей. Дзенов Ован снова восстановил храм. Академик Карапет Агабекович Мелик-Оганджанян пишет: «Эпизоды, связанные со строительством, разрушением и восстановлением этого святилища сасунцев, одни из самых красочных и эмоциональных в армянском эпосе». Этот эпизод описан также в сочинении аль-Балазури «Книга завоевания стран». В эпосе «Давид Сасунский» гора обычно упоминается с эпитетом «Банцрик» — Высокая («Банцрик Маратук»), или «Сурб Маратук» — «Святой Маратук».
На горе находился монастырь Сурб Аствацацин (Пресвятой Богородицы), почитаемый во всей южной Армении, особенно в Сасуне. Монастырь был местом паломничества до 1915 года, когда он был разрушен турками. Монастырь сегодня восстанавливается.
Известна оборона горы в годы геноцида армян.